# Thomas Scharping
Thomas Scharping (* 1948 in Witten) ist ein deutscher Sinologe und Hochschullehrer. Seine Forschungsschwerpunkte liegen auf Bevölkerungspolitik und demographischer Entwicklung sowie sozialen und politischen Problemen des modernen China.

## Leben
Thomas Scharping studierte in Berlin und Hongkong. Von 1973 bis 1988 war Scharping Chinareferent bei einem Forschungs- und Politikberatungsinstitut der deutschen Bundesregierung. Daneben war er als Dolmetscher und Unternehmensvertreter in China tätig.
Von 1988 bis zu seinem Eintritt in den Ruhestand im Jahr 2013 war er Inhaber des Lehrstuhls für Neuere Geschichte, Politik, Wirtschaft und Gesellschaft Chinas an der Universität zu Köln. Neben Forschungsaufenthalten in Asien und den Vereinigten Staaten hatte er Gastprofessuren an den Universitäten Wien und Turku inne.
Danach war er bis 2017 Gastprofessor an der Freien Universität Berlin.

## Veröffentlichungen
- Chinese Worlds: Birth Control in China, 1978-1994: Population Policy and Demographic Development. 2013.

## Weblink
- Website von Thomas Scharping